# Sarcotretes eristaliformis
Sarcotretes eristaliformis is een eenoogkreeftjessoort uit de familie van de Pennellidae. De wetenschappelijke naam van de soort is voor het eerst geldig gepubliceerd in 1908 door Brian.